# Brian Grazer
Brian Thomas Grazer (Los Angeles, 12 de julho de 1951) é um produtor de cinema e televisão norte-americano, famoso por suas colaborações com o diretor Ron Howard.

## Carreira
Grazer começou sua carreira como produtor de televisão. Seu primeiro projeto foi o telefilme Zuma Beach, em 1978. Ele então foi trabalhar como produtor executivo em vários pilotos da Paramount Television no início da década de 1980; nesse período ele conheceu o diretor Ron Howard. O primeiro projeto dos dois foi o filme Night Shift, em 1982. Em seguida ele produziu e co-escreveu o filme seguinte de Howard, Splash, recebendo uma indicação ao Oscar do Melhor Roteiro Original. Dois anos depois, Grazer e Howard co-fundaram a Imagine Entertainment.
Nos anos seguintes, Grazer continuou a produzir todos os filmes de Howard, além de outros como Spies Like Us, Kindergarten Cop, My Girl, Far and Away, My Girl 2, The Nutty Professor, Liar Liar, Bowfinger e How the Grinch Stole Christmas. Em 1998, Grazer, novamente com Howard e também junto com Tom Hanks, produziu a minissérie From the Earth to the Moon, vencendo um Primetime Emmy Award de Melhor Minissérie. Três anos depois, ele produziu A Beautiful Mind, vencendo um Oscar de Melhor Filme.
A partir da década de 2000, Grazer começou a se envolver mais na produção de séries de televisão, como Wonderland, Sports Night, Felicity, 24, Arrested Development, Lie to Me, Friday Night Lights e Curious George. Ele venceu Emmys por Arrested Development, 24 e Curious George.
Outros filmes que ele trabalhou como produtor incluem 8 Mile, Flightplan, Fun with Dick and Jane, American Gangster, Changeling, 24: Redemption, Robin Hood, Cowboys & Aliens e J. Edgar.